# Agromyza canadensis
Agromyza canadensis är en tvåvingeart som beskrevs av Malloch 1913. Agromyza canadensis ingår i släktet Agromyza och familjen minerarflugor. Inga underarter finns listade i Catalogue of Life.